# Hero (Better Call Saul)
«Hero» es el cuarto episodio de la primera temporada de la serie de televisión estadounidense de AMC Better Call Saul, la serie derivada de Breaking Bad. El episodio se emitió el 23 de febrero de 2015 en AMC en Estados Unidos. Fue escrito por Gennifer Hutchison, y dirigido por Colin Bucksey. Fuera de Estados Unidos, se estrenó en el servicio de streaming Netflix en varios países.

## Trama

### Introducción
En una analepsis, Jimmy y Stevie dejan un bar. Cuando entran a un callejón, Jimmy le dice a su compañero que se llama Saul Goodman. En el callejón, descubren una billetera con dinero en efectivo junto a un borracho apenas consciente. Stevie toma el efectivo y Jimmy toma el reloj Rolex del hombre. Jimmy estima que vale más que la billetera, lo que lleva a Stevie a intercambiar el dinero encontrado más algo de efectivo adicional a cambio del reloj. Después de que Stevie huye con el reloj, una falsificación barata, Jimmy y el hombre «inconsciente» regresan a la residencia de Jimmy para felicitarse y dividir las ganancias de su estafa.

### Historia principal
Jimmy le da a los Kettleman la opción de contratarlo como su abogado, pero se niegan. Los Kettleman le ofrecen a Jimmy un soborno si no revela que robaron los USD $1,6 millones, y él acepta. Nacho es liberado de la custodia policial y acusa a Jimmy de advertir a los Kettleman, por lo que Nacho dice que Jimmy enfrentará «consecuencias». Jimmy dice que advirtió a la familia solo por el bien de los niños, y que Nacho debería estar agradecido de que la advertencia impidió que Nacho cometiera secuestro o asesinato, por lo que probablemente habría sido acusado, ya que fue notado mientras vigilaba la casa de los Kettleman.
En su oficina en el salón de manicura, Jimmy hace cuentas para que parezca que el soborno que recibió de los Kettleman es un pago legítimo por sus servicios. Gasta el dinero en un cambio de imagen personal y un anuncio publicitario que comparte similitudes obvias con Hamlin, Hamlin & McGill. Kim se enfrenta a Jimmy por la imitación, y Howard Hamlin lo demanda por infracción de marca registrada. El tribunal dictamina a favor de HHM, y Jimmy recibe la orden de retirar el cartel dentro de 48 horas.
Después de no poder persuadir a los medios de comunicación de que cubrieran su situación como una historia de interés humano, Jimmy contrata a un equipo de medios independientes para grabar su petición de simpatía en video. Durante la filmación, el trabajador que quita la cartelera resbala y cae, y solo lo sostiene su arnés de seguridad. Jimmy sube y estira al trabajador a un lugar seguro mientras los transeúntes miran y graban, al igual que su equipo de medios. Se revela que el accidente fue organizado por Jimmy como un truco publicitario, que Howard y Kim sospechan cuando lo ven en las noticias de televisión. El truco funciona, y Jimmy adquiere numerosos nuevos clientes.
Jimmy visita a Chuck y le trae sus periódicos, pero oculta el que incluye un informe sobre el «rescate». Chuck felicita a Jimmy por su nuevo éxito, pero sospecha cuando se da cuenta de que falta su periódico local. Jimmy lo descarta como sin importancia, pero después de irse, un sospechoso Chuck desafía la exposición a la electricidad para correr hacia la entrada de su vecino y robar su periódico (dejando un billete de USD $5 como pago), lo que lo lleva a descubrir la estafa de Jimmy.

## Producción
El episodio fue escrito por la productora supervisora Gennifer Hutchison, quien también fue escritora y productora de Breaking Bad. Fue dirigido por Colin Bucksey, quien dirigió cuatro episodios de Breaking Bad.

## Recepción
Al emitirse, el episodio recibió 2,87 millones de espectadores en Estados Unidos, y una audiencia de 1,4 millones entre adultos de 18 a 49 años.
El episodio recibió una recepción positiva de los críticos. En Rotten Tomatoes, basado en 20 reseñas, recibió un índice de aprobación del 95% con un puntaje promedio de 8,2 sobre 10. El consenso del sitio dice: «'Hero' marca la temprana evolución esencial de las habilidades de estafa de Saul, comenzando su divertida transformación en la conocida personalidad de Breaking Bad».